# سیژپ دو شیکوتیمی

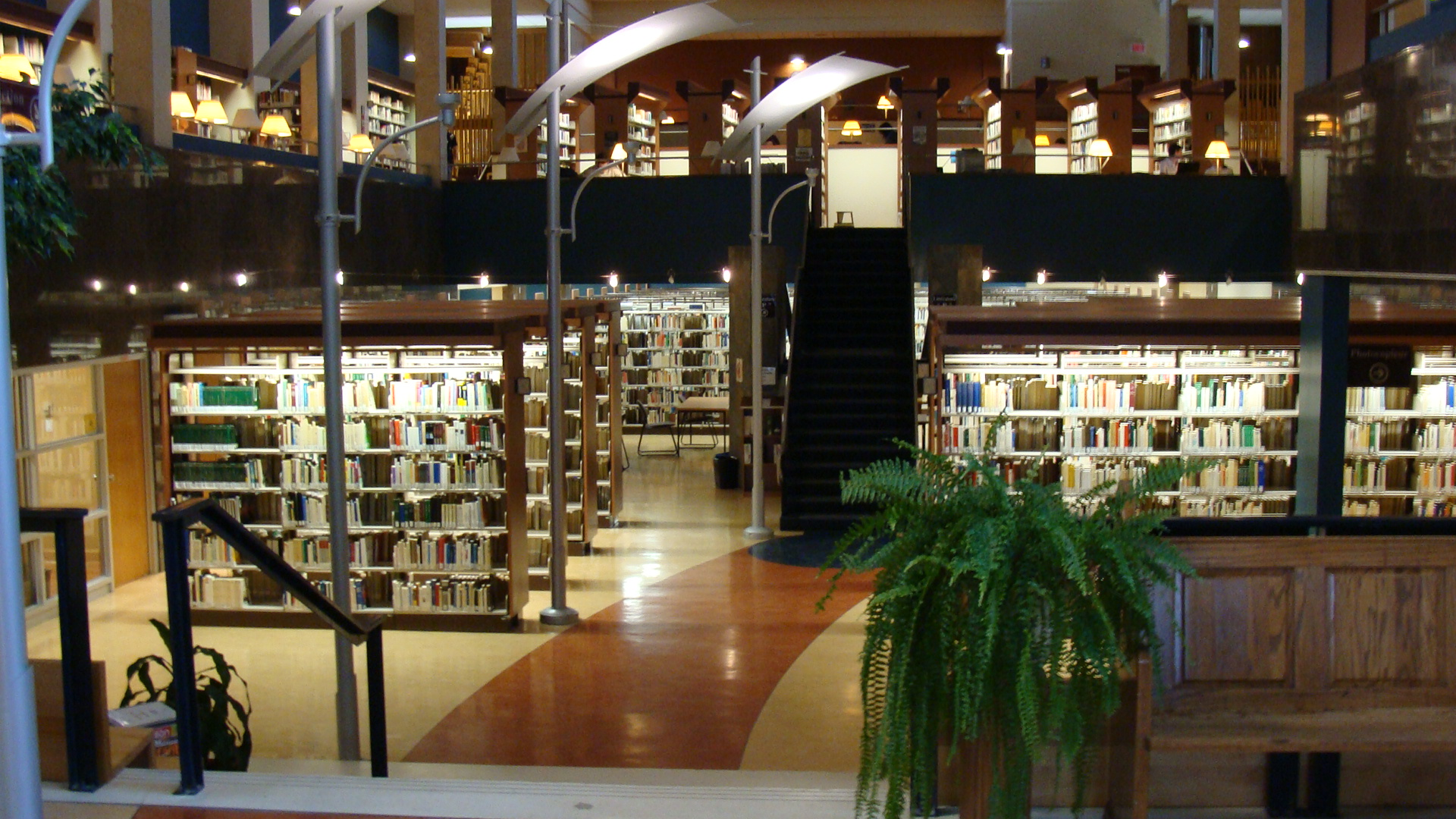
کتابخانه

سیژپ دو شیکوتیمی (فرانسوی: Cégep de Chicoutimi‎) یک مؤسسه تحصیلات تکمیلی در استان کبک در کاناداست که در سال ۱۹۶۷ بنیان نهاده شد و در منطقهٔ شیکوتیمی شهر سگنه واقع شده‌است و یکی از ۴ سیژپ در ناحیهٔ سگنه–لاک-سن-ژان است.
سیژپ دو شیکوتیمی تقریباً ۳۰۰۰ دانشجو و ۶۰۰ کارمند در استخدام خود دارد. علاوه بر ارائه آموزش و تعلیم، این مرکز به عنوان یک مجموعه اجتماعی-فرهنگی با خدمات اجتماعی مانند مرکز تربیت بدنی نیز خدماتی به شهروندان ارائه می‌کند.
سیژپ دو شیکوتیمی تقریباً ۲۰ دورهٔ آموزشی پیش دانشگاهی و فنی ارائه می‌دهد. این تنها سیژپ عمومی در استان کبک است که دورۀ آموزشی خلبانی و حمل و نقل هوایی را ارائه می‌دهد که موردِ تأیید «وزارت آموزش، تفریح و ورزش» کانادا است. این دوره با همکاری «مرکز آموزش هوانوردی کبک» (CQFA) واقع در سن-اونوره، کبک ارائه می‌شود.

## پردیس
به‌جز بخش G، سایر بخش‌های ساختمان بزرگ پردیس به یکدیگر راه دارند.

### بخش A
- دفاتر خدمات مختلف دانشجویی، از جمله کمک مالی و مشاوره[۱۰]
- گروه روان‌شناسی
- برنامه‌های پیش دانشگاهی[۱۱]

### بخش B
- کتابخانه
- خدمات پشتیبانی فناوری اطلاعات
- بخش انگلیسی
- مرکز نگارش فرانسوی[۹]

### بخش C
- کلاس‌های درس و آزمایشگاه‌های فیزیک
- علوم بهداشتی
- دوره مدیریت فناوری اطلاعات
- خدمات مشاوره معماری و بازسازی (BRICC)[۱۲]

### بخش E
- بهداشت دهان و دندان

### بخش F
- بخش ادبیات
- سایر کلاس‌های درس، اتاق‌های چند منظوره و سالن‌های نمایش
- گالری هنری[۱۱][۱۰]

### بخش G
- مرکز ژئوماتیک کبک

### بخش H
- کلاس درس و آزمایشگاه برای چندین رشته: شیمی، زیست شناسی، جغرافیا، تربیت بدنی، و ریاضیات[۱۱]
- امکانات مختلف ورزشی مانند استخر، سالن بدنسازی و سالن وزنه‌برداری.[۱۰]
- کافه تریا
- مرکز دانشجویی
- مرکز تعاونی دانشجویی (COOPSCO)
- ایستگاه رادیویی دانشجویی
- دفتر نگهبانی و کمک‌های اولیه
- خدمات فتوکپی
- سالن نمایش بانک ملی [۱۰]

### بخش L
- ساختمان مسکونی مشتمل بر ۱۸۵ اتاق[۱۳]

### بخش T
- ساختمان مسکونی ترمبلی که گروه علوم اجتماعی و گروه فلسفه و مطالعات دینی را نیز در خود جای داده است.[۱۱]
- اتاق اتحادیه استادان
- فدراسیون ورزش دانشجویی کبک[۱۴]